# Yes Prime Minister (videogioco)
Yes Prime Minister, sottotitolato The Computer Game sulla copertina originale, è un videogioco di politica pubblicato nel tardo 1987 per i computer Amstrad CPC, BBC Micro, Commodore 64, MS-DOS e ZX Spectrum dalla Mosaic Publishing Ltd., editrice di South Gorley nota per alcune avventure testuali. È tratto dalla serie televisiva umoristica britannica Yes, Prime Minister e mette il giocatore nei panni del primo ministro britannico, a prendere decisioni politiche in forma prevalentemente testuale.
Nel 1990 uscirono riedizioni economiche con il titolo di copertina Yes, Prime Minister, edite dalla Mastertronic (linee Mastertronic Plus per Amstrad, C64, Spectrum e 16 Blitz per DOS).

## Modalità di gioco
Il giocatore controlla il primo ministro James Hacker (personaggio fittizio della serie televisiva) attraverso cinque giorni di vita politica, con l'obiettivo di tenere più alto possibile il proprio indice di gradimento nei sondaggi, che all'inizio è del 50%. Ogni giorno deve affrontare eventi casuali, compiere scelte e interagire con altri personaggi politici, specialmente con il segretario del gabinetto Humphrey Appleby e il proprio segretario privato Bernard Woolley (coprotagonisti della serie televisiva).
La schermata principale del gioco mostra una visuale in prima persona dalla scrivania di Hacker nel suo ufficio alla Camera dei comuni. In molte versioni l'immagine è a scorrimento multidirezionale per inquadrare le varie componenti dell'ufficio. Su ZX Spectrum invece l'immagine è fissa e mostra tutto l'ufficio; su BBC Micro non c'è una vista della scrivania, ma piuttosto un menù a icone; su MS-DOS, se la scheda video è Hercules monocromatica, l'immagine è sostituita da un menù testuale. Dalla schermata principale si accede alle varie funzioni selezionando gli elementi dell'ufficio con un cursore mosso con joystick o tasti (perfino su MS-DOS non è supportato il mouse). Gli elementi interattivi sono:
- Telefono - soltanto per ricevere chiamate, sta al giocatore rispondere quando suona
- Intercom - per ricevere chiamate dai segretari (assente su BBC Micro)
- Telescrivente, biglietti promemoria, cassetta dei suggerimenti - per ricevere messaggi vari
- Cassaforte - nascosta dietro una bandiera, contiene l'indice di gradimento, sempre aggiornato e consultabile
- Porta - per recarsi agli uffici dei segretari e altri luoghi di riunione, quando disponibili
- Orologio - l'orario scorre in tempo reale accelerato e sta al giocatore rispettare gli appuntamenti; si può cliccare per mandare avanti il tempo fino al prossimo evento
- Diario (cassetti della scrivania) - riepiloga gli orari degli incontri programmati

Gran parte del gioco è costituita dalle conversazioni con uno o più altri personaggi, dove si prendono anche tutte le decisioni politiche. Le conversazioni si svolgono in una schermata di testo in inglese, e hanno l'umorismo tipico della serie televisiva. Quando parlano Hacker o i segretari viene mostrata una piccola immagine digitalizzata statica del loro volto in un angolo dello schermo. A volte vengono mostrati anche i pensieri non detti di Hacker. Durante la conversazione il giocatore deve frequentemente scegliere cosa vuole che Hacker dica, tramite domande a risposta multipla. Occasionalmente ci possono essere domande alle quali si risponde tramite grafici detti Hackergram, ossia selettori scorrevoli continui per rappresentare quantità.
Non c'è un'esplicita vittoria o sconfitta, ma solo una percentuale di gradimento finale da massimizzare. Alla fine di ciascuna giornata è possibile il salvataggio della partita.

## Accoglienza
Yes Prime Minister ricevette giudizi molto variabili dalla stampa europea (prevalentemente britannica), da negativi fino a molto buoni. Di solito fu apprezzato per essere un titolo divertente e che riproduce efficacemente l'atmosfera umoristica della serie televisiva. Per contro, fu spesso criticato per la ripetitività e la brevità, per cui l'interesse nel giocare poteva scemare molto presto, in particolare in proporzione al prezzo elevato a cui venne venduta l'edizione originale della Mosaic (nel Regno Unito circa £15 su cassetta e £20-25 su disco; l'edizione Mastertronic scese a £3). Il sistema di gioco a volte veniva accostato a quello delle avventure testuali su Adrian Mole, edite in precedenza dalla stessa Mosaic.